# Емельянов, Данила Святославович
Данила Святославович Емельянов (род. 23 января 2000, Аша, Челябинская область) — российский футболист, полузащитник клуба «Челябинск».
Сын футболиста «Металлурга» Аша Святослава Емельянова. С 4 лет занимался футболом в школе «Металлурга». В 11 лет играл за клуб из Челябинска, с 14 лет — в интернате Уфы, тренировался под руководством Кирилла Хорошилова в «Восходе-2000», с 2016 года играл за молодёжный состав ФК «Уфа» в молодёжном первенстве. В сезоне 2018/19 в первенстве ПФЛ за «Уфу-2» в 21 матче забил 4 гола. 13 июля 2019 дебютировал в чемпионате России за основную команду «Уфы» — в гостевом матче первого тура премьер-лиги против «Урала» (2:3) вышел на замену на 66 минуте.
В 2017 году в составе юношеской сборной России Дмитрия Ульянова играл на зимнем «Кубке развития» и в элитном раунде чемпионата Европы-2017.
В сентябре 2023 года подписал контракт с «Нефтехимиком».

## Статистика
По состоянию на 28 января 2022 года
| Клуб             | Сезон            | Лига             | Лига | Лига | Кубки | Кубки | Еврокубки | Еврокубки | Прочие | Прочие | Всего | Всего |
| Клуб             | Сезон            | Дивизион         | Игры | Голы | Игры  | Голы  | Игры      | Голы      | Игры   | Голы   | Игры  | Голы  |
| ---------------- | ---------------- | ---------------- | ---- | ---- | ----- | ----- | --------- | --------- | ------ | ------ | ----- | ----- |
| → Уфа-2          | 2018/19          | ПФЛ              | 21   | 4    | –     | –     | –         | –         | –      | –      | 21    | 4     |
| → Уфа-2          | 2019/20          | ПФЛ              | 1    | 0    | –     | –     | –         | –         | –      | –      | 1     | 0     |
| → Уфа-2          | Итого            | Итого            | 22   | 4    | –     | –     | –         | –         | –      | –      | 22    | 4     |
| Уфа              | 2019/20          | РПЛ              | 12   | 0    | 1     | 0     | –         | –         | –      | –      | 13    | 0     |
| Уфа              | 2020/21          | РПЛ              | 3    | 0    | 1     | 0     | –         | –         | –      | –      | 4     | 0     |
| Уфа              | Итого            | Итого            | 15   | 0    | 2     | 0     | –         | –         | –      | –      | 17    | 0     |
| → Волгарь        | 2020/21          | ФНЛ              | 22   | 0    | –     | –     | –         | –         | –      | –      | 22    | 0     |
| → Волгарь        | Итого            | Итого            | 22   | 0    | –     | –     | –         | –         | –      | –      | 22    | 0     |
| → Нефтехимик     | 2021/22          | ФНЛ              | 24   | 1    | 1     | 0     | –         | –         | –      | –      | 25    | 1     |
| → Нефтехимик     | Итого            | Итого            | 24   | 1    | 1     | 0     | –         | –         | –      | –      | 25    | 1     |
| Всего за карьеру | Всего за карьеру | Всего за карьеру | 83   | 5    | 3     | 0     | –         | –         | –      | –      | 86    | 5     |